# Don Jon
Pour plus de détails, voir Fiche technique et Distribution.
Don Jon est un film américain écrit et réalisé par Joseph Gordon-Levitt sorti en 2013.
Le film est présenté hors compétition au 29e festival de Sundance et au 63e festival de Berlin.

## Synopsis
Jon Martello (Joseph Gordon-Levitt) séducteur et accro aux films pornographiques, tombe amoureux d'une jeune fille, Barbara Sugarman (Scarlett Johansson) amatrice de films romantiques et formatée par l'image du Prince charmant. En couple, ces deux jeunes gens vont devoir apprendre à accepter les défauts de l'autre...

## Fiche technique
- Titre original : Don Jon
- Titre provisoire : Don Jon's Addiction[2]
- Titre français : Don Jon
- Réalisation et scénario : Joseph Gordon-Levitt
- Direction artistique : Elizabeth Cummings
- Décors : Meghan C. Rogers
- Costumes : Leah Katznelson
- Photographie : Thomas Kloss
- Montage : Lauren Zuckerman
- Musique : Nathan Johnson
- Production : Ram Bergman et Nicolas Chartier
- Sociétés de production : Ram Bergman Productions et Voltage Pictures
- Sociétés de distribution :  Relativity Media,  Mars distribution
- Pays de production :  États-Unis
- Langue originale : anglais
- Format : couleur - 35 mm - 2,35:1 - son Dolby Digital
- Genre : comédie
- Durée : 90 minutes
- Dates de sortie[2] :
  - États-Unis : 18 janvier 2013 (Festival du film de Sundance)
  - Allemagne : 10 octobre 2013
  - France : 25 décembre 2013
- Classification : interdit aux moins de 12 ans à sa sortie en salles en France[3]

## Distribution

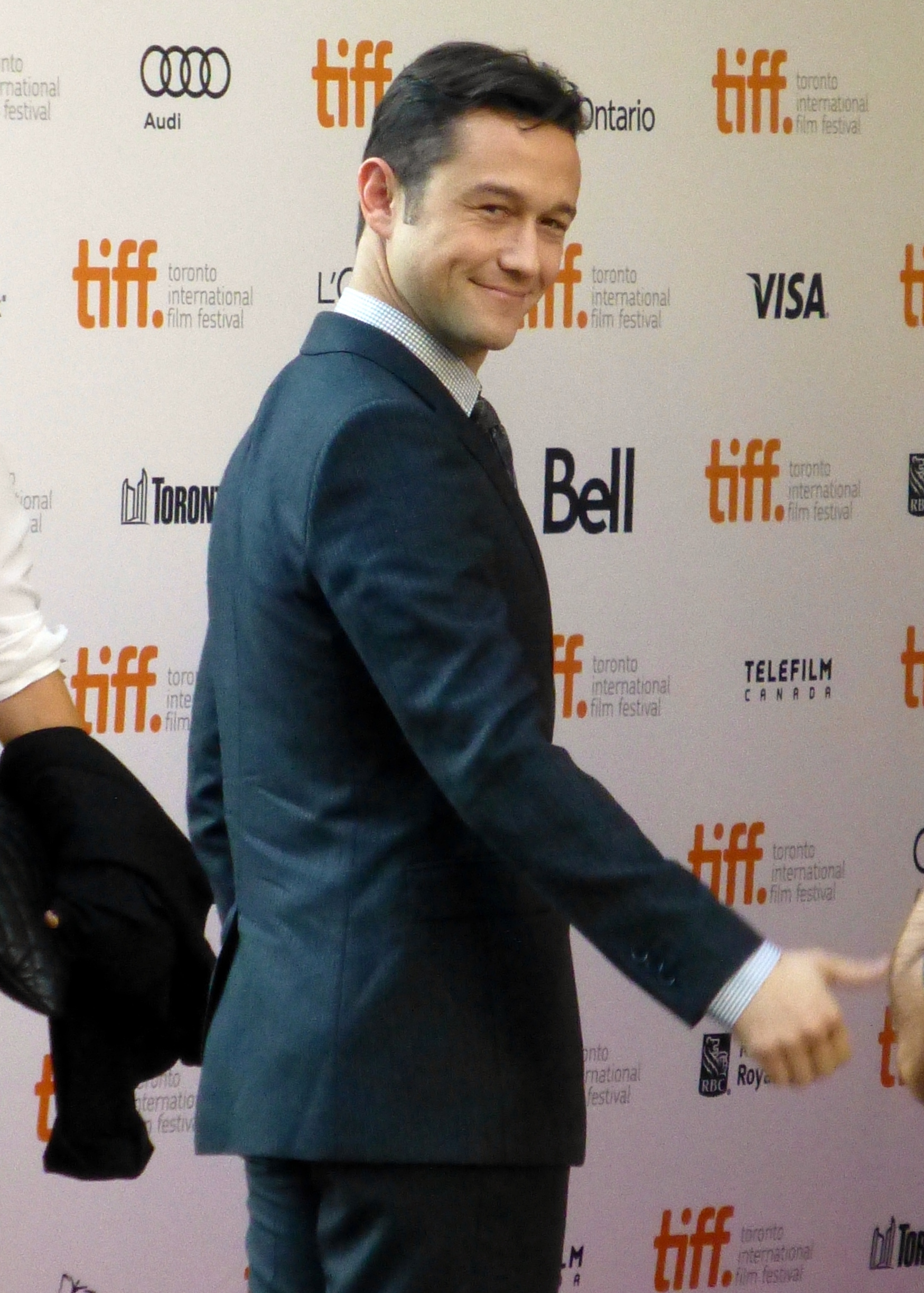
Joseph Gordon-Levitt à la première du film, au Toronto International Film Festival, en 2013.

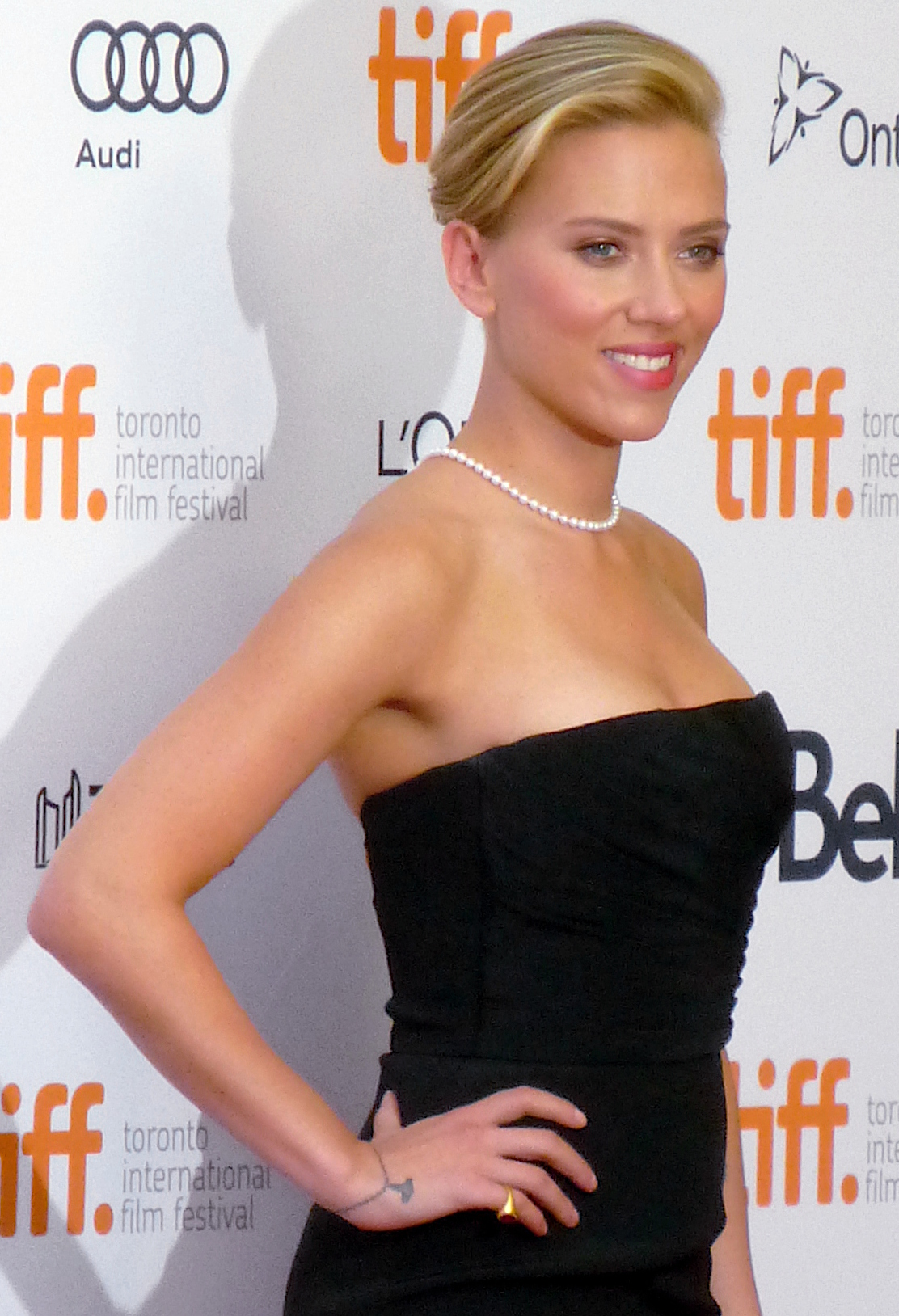
Scarlett Johansson à la première du film, au Toronto International Film Festival, en 2013.

- Joseph Gordon-Levitt (V. F. : Alexis Victor ; V. Q. : Alexis Lefebvre) : Jonny Martello, dit « Don Jon »
- Scarlett Johansson (V. F. : Julia Vaidis-Bogard ; V. Q. : Laurence Dauphinais) : Barbara Sugarman
- Julianne Moore (V. F. : Rafaèle Moutier ; V. Q. : Marie-Andrée Corneille) : Esther
- Tony Danza (V. F. : Serge Biavan ; V. Q. : Sébastien Dhavernas) : Jon Sr., le père de « Don Jon »
- Glenne Headly (V. F. : Virginie Ledieu ; V. Q. : Chantal Baril) : Angela Martello
- Brie Larson (V. F. : Élisabeth Ventura ; V. Q. : Stéfanie Dolan) : Monica Martello
- Lindsey Broad (en) : Lauren
- Rob Brown (V. F. : Jean-Baptiste Anoumon ; V. Q. : Benoit Éthier) : Bobby
- Italia Ricci : Gina
- Nichola Fynn :
- Jeremy Luke (V. F. : Philippe Bozo ; V. Q. : Frédéric Pierre) : Danny
- Sloane Avery : Patricia
- Amanda Perez : Lisa
- Loanne Bishop (en) : la mère de Barbara
- Paul Ben-Victor (V. F. : Philippe Dumond) : le prêtre (voix)
- Anne Hathaway : actrice au cinéma
- Meagan Good : actrice au cinéma
- Channing Tatum : acteur au cinéma
- Cuba Gooding Jr. : acteur au cinéma

Source et légende : Version française (V. F.) sur RS Doublage et sur AlloDoublage

## Production
Joseph Gordon-Levitt a quitté le tournage de Django Unchained dès qu'il a eu le feu vert pour mettre en route son premier long-métrage en tant que réalisateur.

### Tournage
Le tournage a débuté en juin 2012. Il se déroule entre Hackensack dans le New Jersey et Los Angeles.

## Sortie et accueil

### Box-office
Don Jon rencontre un succès commercial modeste, rapportant 41 268 579 $ de recettes mondiales, dont 24 477 704 $ aux États-Unis, où il prend la cinquième place du box-office lors de son premier week-end d'exploitation, pour un budget estimé entre 3 et 6 millions $,.
Le film totalise 258 793 entrées en France, 276 088 entrées en Russie, 75 154 entrées en Allemagne, 124 251 entrées au Royaume-Uni, 137 571 entrées en Italie et 81 006 entrées en Espagne.

### Accueil critique
- The New York Times : « Un film sincère sur la masculinité et ses inconvénients dont M. Gordon-Levitt fait une bonne description pour ses débuts en tant que réalisateur, à travers l'histoire de l'enseignement moral d'un jeune homme[12]. »
- Rolling Stone : « Gordon-Levitt est réalisateur comme il est acteur : curieux, provocateur, désireux de creuser le point de discorde plutôt que de l'enterrer. Il ne prendra pas la sécurité comme solution[13]. »
- New York Daily News : « Pour son premier long métrage, incroyablement risqué et intelligent, Gordon-Levitt évoque les batailles éternelles entre ces forces égales et souvent opposées : hommes et femmes ; comédie et tragédie, réalité et fantasme[14]. »
- Hollywood Reporter : « Que ce soit en tant que réalisateur ou acteur, Gordon Levitt est allumé tout le temps, offrant peu d'ombrages ou de nuances[15]. »
- Entertainment Weekly : « Comment faites-vous un film qui décrit la pornographie non seulement comme une solution et un produit, mais qui évoque aussi ses effets psychologiques ? Joseph Gordon-Levitt, le scénariste, réalisateur et star de Don Jon, l'a fait. Et il y parvient de façon brillante amusante[16]. »
- Variety : « Là ou Shame de Steve Mc Queen avait pris l'angle obtus du film d'auteur pour parler de ce phénomène de l'obsession sexuelle, Gordon-Levitt surfe sur le sujet en en faisant une comédie romantique accessible[17]. »

## Autour du film

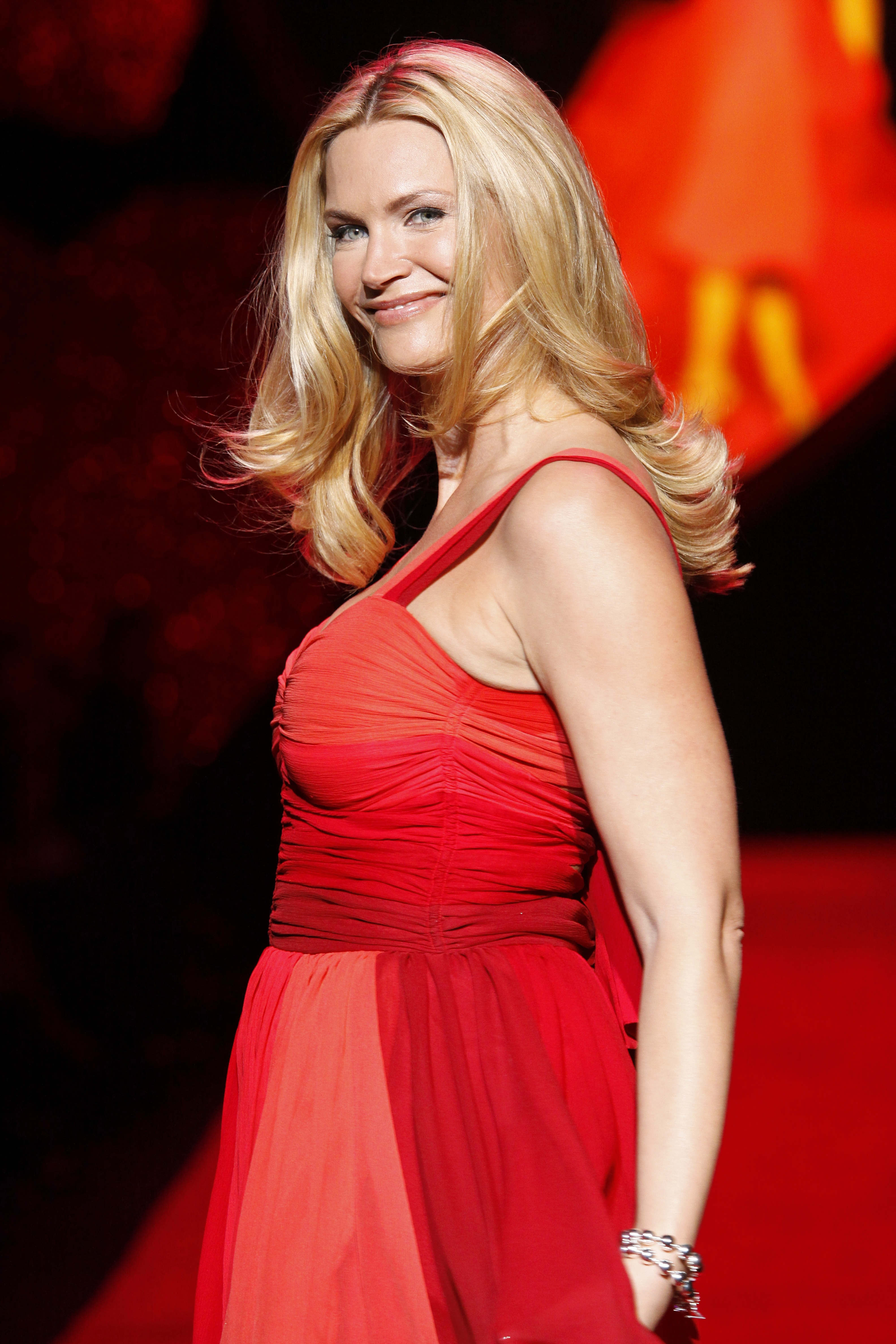
Natasha Henstridge au Heart Truth 2009

- Le film s'ouvre sur une séquence comprenant plusieurs plans de films, d'émissions, de vidéoclips et de reality show :
  - Ça chauffe au lycée Ridgemont (fameuse scène de la piscine avec Phoebe Cates).
  - Deal or No Deal.
  - Le vidéoclip The Thong Song de Sisqó
  - Le vidéoclip Satisfaction de Benny Benassi.
  - Détour mortel 3.
  - Natasha Henstridge en robe rouge pendant la Mercedes-Benz Fashion Week (en), automne 2009[18], ainsi qu'au The Heart Truth (en)
- On peut noter le caméo d'Anne Hathaway et Channing Tatum dans la comédie romantique fictive, ainsi que John Krasinski et sa compagne Emily Blunt sur une affiche parodiant le film Fast & Furious, sans oublier Meagan Good et Cuba Gooding Jr. dans une scène de baiser brève.
- Quand Johnny conduit pour aller à l'église, on peut entendre la chanson "Good Vibrations" de Marky Mark and the Funky Bunch, l'ancien groupe de musique dont l'acteur Mark Wahlberg faisait partie étant plus jeune. On peut entendre cette chanson une seconde en première partie de générique.

## Distinctions

### Nominations
- Festival international du film de Berlin 2013 : sélection hors compétition « Panorama »
- Festival du film de Londres 2013 : Laugh Gala
- Festival du film de Sundance 2013 : sélection hors compétition « Premieres »
- Festival international du film de Toronto 2013 : sélection « Special Presentations »
- Independent Spirit Awards 2013 : meilleur premier scénario pour Joseph Gordon-Levitt
- Gotham Awards 2013 : meilleure actrice pour Scarlett Johansson